# Galeb (yacht presidenziale)
Il Galeb (serbo-croato cirillico: Галеб) fu il panfilo di rappresentanza del presidente iugoslavo Tito. La nave conosciuta anche come Nave della Pace di Tito veniva usata dal presidente iugoslavo nei suoi viaggi di stato all'estero, per missioni di pace e di amicizia e per i suoi frequenti spostamenti nell'Adriatico, in particolare per recarsi nel suo rifugio nell'isola di Brioni. Sul Galeb vennero intrattenuti numerosi uomini di Stato e molti personaggi famosi e a bordo Tito volle anche un piccolo zoo dove vi erano le tigri, dono del primo ministro indiano Nehru, e altri animali esotici, regalo del presidente egiziano Nasser. Lo yacht divenne anche un simbolo per i popoli che costituivano la Jugoslavia così come per molte nazioni del Movimento dei paesi non allineati e all'epoca era il 3° yacht più grande al mondo. Il nome Galeb in serbo-croato significa gabbiano.

## Storia
La nave costruita nel Cantiere navale di Sestri Ponente di Genova e nel 1938 era entrata in servizio, con il nome Ramb III, come bananiera veloce della Marina Mercantile Italiana per la RAMB, la Regia Azienda Monopolio Banane. All'inizio della seconda guerra mondiale venne convertita in incrociatore ausiliario entrando a far parte della Regia Marina e impiegata in compiti di scorta nel Mediterraneo. La nave, colpita da un sommergibile inglese nel porto di Bengasi, riuscì a rientrare in Italia e trasportata a Trieste, presso il Cantiere San Marco per i lavori di ripristino che erano quasi terminati, quando in seguito agli eventi che seguirono l'armistizio la nave venne abbandonata. Catturata dai tedeschi venne ribattezzata Kiebitz e utilizzata come posamine. Il 5 novembre mentre era alla fonda nel porto di Fiume venne affondata durante un bombardamento alleato della città; la nave venne colpita da tre bombe sganciate da quadrimotori statunitensi e, in seguito a un furioso incendio provocato da una bomba che aveva colpito un deposito di carburante, affondò, adagiandosi su un fondale di circa 20 metri di profondità.
Al termine della guerra, nel 1947 venne recuperata dagli iugoslavi e trainata da un rimorchiatore della “Brodospas” proveniente da Spalato nei cantieri Uljanik di Pola, dove venne accuratamente ricostruita tra il 1948 e il 1952. Inizialmente ribattezzata Mornar (marinaio) ebbe il nome definitivo di Galeb. Il nuovo armamento della nave fu su quattro cannoni da 88 mm ex tedeschi, 4 cannoni Bofors 40 mm, 6 impianti 20 mm Flakvierling anche questi di origine tedesca, due M2 Browning 12,7 mm e un impianto antisommergibili. Alcune modifiche strutturali portarono a una lunghezza fuori tutto di 117 metri con 5,6 metri di pescaggio medio.

la nave in visita a Taranto durante una crociera addestrativa

Nel corso degli anni la nave fu usata come nave scuola per gli allievi ufficiali della Marina iugoslava e come nave di rappresentanza del presidente Tito. L'equipaggio era di 193 persone di cui 115 tra allievi ufficiali e istruttori.
Tito vi imbarcò per la prima volta nel 1952 a Podgora, quando dalla nave passò in rassegna le unità della Marina iugoslava.
Nel marzo del 1953 il Galeb balzò all'attenzione internazionale quando risalì il Tamigi con Tito a bordo per l'incontro a Londra con il primo ministro Winston Churchill in quella che fu la prima visita di un capo di Stato comunista nel Regno Unito.
Nel 1954 partendo da Spalato l'8 aprile, si recò in visita in Turchia con al comando il capitano di fregata Stanislav Abram e la scorta dei cacciatorpediniere Biokovo, Triglav, Durmitor e Učka, rientrando nella stessa città dalmata il 21 aprile.
Successivamente dal 31 maggio al 10 giugno il Galeb si recò in visita in Grecia.
Alla fine dell'anno partì per una visita in India e Birmania. La nave, partita da Fiume il 30 novembre al comando del capitano di fregata Petar Vidan e con la scorta di Biokovo e Triglav nel corso del viaggio toccò Porto Said, Aden, Bombay, Vizagapatam, Calcutta, Rangoon, Madras, Cochin e nuovamente Aden e Porto Said rientrando a Fiume il 12 febbraio 1955.
Nel 1959 la nave fu ammodernata, eliminando le artiglierie ex tedesche (88 mm e Flakvierling) e con nuove dotazioni elettroniche.
Il Galeb, in veste di nave di rappresentanza presidenziale, fino alla morte di Tito, avvenuta nel 1980, effettuò 549 giorni di crociera, 308 dei quali con Tito a bordo, percorrendo 86.062 miglia, visitando 18 stati di tre continenti (Europa, Asia e Africa) e ospitando 102 tra capi di Stato e di governo. Tra gli uomini di Stato ospiti a bordo Paolo I e Federica di Grecia, il negus d'Etiopia Hailé Selassié, re Hasan del Marocco, il presidente egiziano Nasser, il primo ministro indiano Nehru, il presidente dell'Indonesia Sukarno, il presidente del Ghana Nkrumah, il Presidente della Tunisia Bourguiba, Sirimavo Bandaranaike, (primo ministro di Ceylon e prima donna al mondo ad essere primo ministro), il primo ministro della Birmania U Nu, il presidente della Guinea Sékou Touré, l'arcivescovo di Cipro Makarios III, il leader sovietico Khruščёv, il presidente statunitense Kennedy, il leader cubano Fidel Castro.

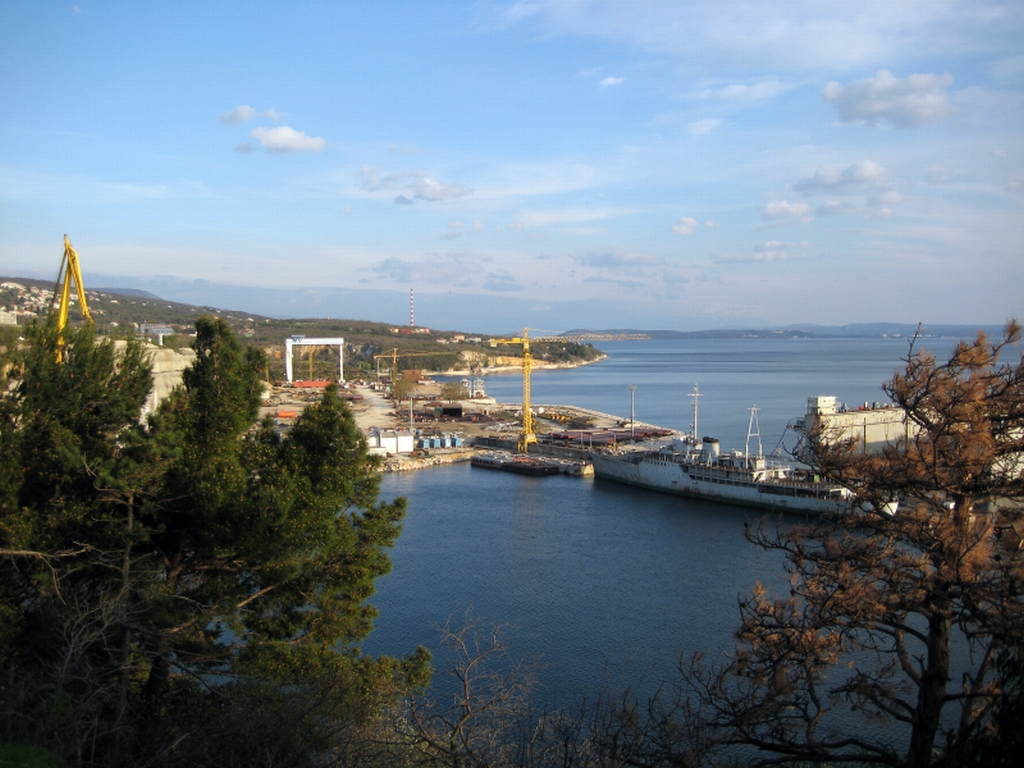
L'ex yacht presidenziale nel 2008 ormeggiato al Cantiere di San Martino di Liburnia

Dopo la morte di Tito, la nave, effettuò l'ultimo viaggio in veste di panfilo di Stato nel 1989.
Con il disfacimento della ex-Iugoslavia la nave divenne proprietà del governo della nuova Federazione iugoslava. Nel corso della guerra fra la Croazia e la vecchia Federazione iugoslava la nave venne utilizzata dalle forze federali per il blocco navale delle coste croate e nel 1992 partecipò all'evacuazione delle forze federali dalla Croazia. Successivamente dopo essere stata radiata dalla Marina Federale e ceduta al governo del Montenegro la nave finì ormeggiata in stato di abbandono presso le Bocche di Cattaro.
Messa all'asta nel 1996 dal governo del Montenegro la nave il 20 giugno 2000 venne acquistata dall'armatore greco John Paul Papanicolaou, allo scopo di trasformarla in uno yacht per crociere di lusso e venne rimorchiata al Cantiere di San Martino di Liburnia, uno stabilimento presso Fiume, lo stesso dove era stato restaurato e ricostruito il Christina di Aristotele Onassis, acquistato dallo stesso Papanicolau. Il costo per le riparazioni era stato valutato in 14 milioni di dollari, ma la crisi economica internazionale seguita al 2001 ha sconsigliato l'investimento, così il Galeb è stato lasciato all'ormeggio, accumulando con il porto un debito di circa 500000 Euro.
Nel maggio 2006 la nave stava per essere venduta come rottame, ma il governo croato ne ha impedito la demolizione con la nave che è stata proclamata patrimonio culturale da un decreto del Ministero dei beni culturali.

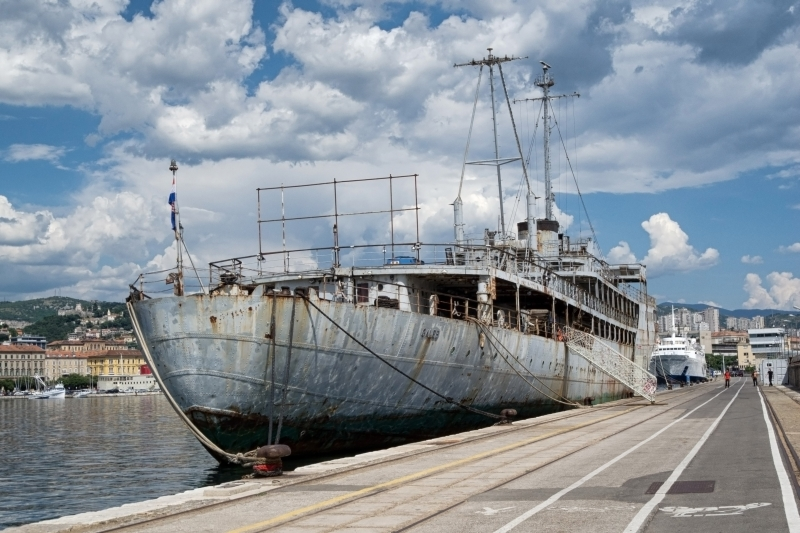
la nave ormeggiata a Fiume

Per sbloccare la situazione, un tribunale ha deciso di mettere il Galeb all'asta mentre alla municipalità di Fiume è toccato di assumersi la briga provvisoria della nave con diritto di opzione per l'asta, che verrà svolta non appena la situazione si sarà sbloccata.

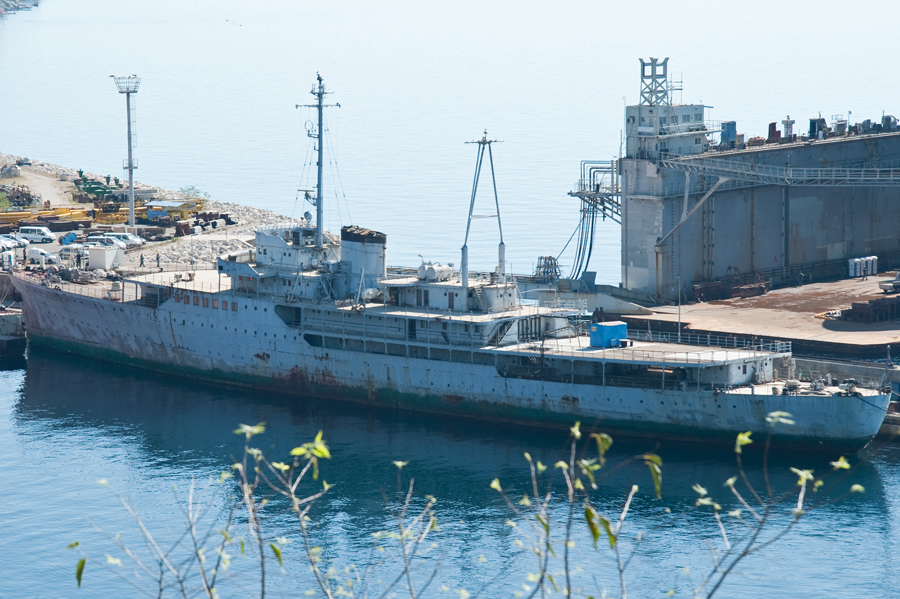
Il Galeb nel cantiere Viktor Lenac nel 2011

La municipalità di Fiume sperava attraverso il diritto di opzione di acquistare il Galeb al prezzo base di 150.000 dollari per poterlo trasformare in nave museo: nel 2009 il Tribunale commerciale di Fiume ha infatti autorizzato la vendita al prezzo minimo d'asta di 150.000 dollari all'unico offerente, il Comune di Fiume, che oltre farne un museo galleggiante intende, qualora trovasse investitori disponibili, ripristinarlo per la navigazione e affiancare all'attività museale lo svolgimento di crociere di lusso: il progetto prevede la concessione della nave a un privato, che la utilizzi come panfilo (mantenendo però intatta una parte degli interni, riservata a memoriale di Tito) con l'obbligo di ormeggiarla a Fiume per alcuni mesi all'anno, in qualità di nave museo; qualora tale concessionario non fosse trovato si prevede il restauro completo e l'ormeggio permanente, come nave museo, nel porto di Fiume.
Frattanto, nel settembre 2008, la nave (a bordo della quale erano rimasti solo due marittimi, privi di stipendio e di mezzi per la manutenzione) è parzialmente affondata sulla fiancata di dritta dopo l'apertura di una falla nello scafo. Successivi lavori, grazie a uno stanziamento di 70.000 euro da parte del comune di Fiume, hanno permesso di rimettere la nave in condizioni di galleggiabilità e di effettuare le riparazioni più urgenti (nel febbraio 2010 le lamiere di scafo sono state controllate mediante ultrasuoni, constatandone l'integrità). Nel giugno 2011 la Galeb, ormeggiata alla diga foranea di Fiume, è stata usata come sede per un'esposizione temporanea sull'attivismo artistico.
A novembre del 2018 sono stati presentati al Museo civico di Fiume i lavori completati di restauro dei mobili degli appartamenti del Maresciallo Tito e della consorte Jovanka Broz, come pure quelli della sala ricevimenti e della passeggiata in coperta. I lavori, che riguardavano le tappezzerie, i legni, le vetrate, le maniglie e la sostituzione delle chiavi, sono stati effettuati dall'Istituto di conservazione di Fiume, sotto la supervisione del Comune, in collaborazione con l'Ente per il Turismo cittadino e l'Università. Il museo ha preso in consegna i mobili, gli apparati tecnici e la documentazione che fino a quel momento erano stati custoditi sulla nave.

## Capi di stato e di governo ospiti sullo yacht
- Jawaharlal Nehru - primo ministro dell'India
- Gamal Abdel Nasser - Presidente dell'Egitto
- Elisabetta II - Regina del Regno Unito
- Nikita Khruščёv - Presidente, Segretario generale del PCUS e primo ministro dell'Unione Sovietica
- Leonid Brežnev - Segretario generale del PCUS e Presidente del Presidio del Soviet Supremo dell'URSS
- Hailé Selassié - negus d'Etiopia
- Kurt Waldheim - segretario generale delle Nazioni Unite
- Nicolae Ceaușescu - segretario del Partito Comunista Rumeno e Presidente della Romania
- Muʿammar Gheddafi - capo di Stato della Libia
- Indira Gandhi - primo ministro dell'India

## Altre personalità ospiti sullo yacht
- Kirk Douglas
- Richard Burton
- Sophia Loren
- Elizabeth Taylor